# HMS Scout (1918)
HMS Scout (H 51) was een Britse torpedobootjager van de S-klasse. Het schip, gebouwd door de Britse scheepswerf John Brown uit het Schotse Clydebank, was het twaalfde schip dat de naam Scout voerde. De Scout was een van de twaalf jagers van de S-klasse die nog actief waren bij het uitbreken van de Tweede Wereldoorlog.